# كريستينا فيتالي
كريستينا فيتالي (بالإيطالية: Cristina Vitali)‏ هي لاعبة رماية إيطالية، ولدت في 1975 في بيرغامو في إيطاليا.

## وصلات خارجية
- كريستينا فيتالي على موقع اللجنة الأولمبية الدولية (الإنجليزية)
- كريستينا فيتالي على موقع أوليمبيديا (الإنجليزية)